# Svend Hansen
Svend Hansen (n. 6 martie 1962, Darmstadt, RFG) este un arheolog german specializat în  perioada preistoriei și a antichității. El este membru de onoare din străinătate al Academiei Române.

## Biografie
Svend Hansen s-a născut la 6 martie 1962 la Darmstadt în Germania. A urmat studiile liceale la Darmstadt și pe cele universitare la Universitatea Liberă din Berlin (1980 – 1988). În anul 1991 a devenit doctor al aceleiași universități, cu o cercetare coordonată de profesorul Bernhard Hänsel. După finalizarea studiilor, a fost angajat succesiv cu atribuții didactice la Institut für Ur- und Frühgeschichte de la Universitatea din Heidelberg, Institut für Ur- und Frühgeschichte der Ruhr-Universität Bochum și la Freie Universität din Berlin, devenind profesor dr. habilitat în 2004. La Universitatea Liberă din Berlin susține cursuri de preistorie și de arheologia epocii bronzului. În anul 2003 a fost numit director la Secția Eurasia a Institutului Arheologic German (Eurasien-Abteilung des Deutschen Archäologischen Instituts) din Berlin, cea mai mare și mai temeinic organizată instituție din sfera arheologiei de pe plan mondial. 
Între 2011 și 2013 i s-a încredințat, temporar, și conducerea unei alte unități de elită din structurile Institutului Arheologic German: Römisch-Germanische Kommission. 
În calitatea de director la secția Eurasia a inițiat săpături de anvergură în mai multe obiective din Europa și Asia, valorificate la un înalt standard al exigențelor, precum cele de la Ergeninskij (Republica Kalmâkă, Rusia), Aruchlo (Georgia). În România sunt bine-cunoscute cercetările sale arheologice de la Pietrele (com. Băneasa, jud. Giurgiu), întreprinse, începând cu anul 2002, în cooperare cu Institutul de Arheologie „Vasile Pârvan“ din București, cu finanțare preponderent din partea germană. 
A prezentat conferințe și cursuri universitare la Universitat Autònoma de Barcelona (în 2011), Universitatea din Novosibirsk (în 2014), Universitatea din București (2019). 
Domenii de interes ale acestuia cuprind: arheologie, preistoria europeană și asiatică, istoria spațiului carpato-dunărean, istoria veche a României, fenomenele etnico-demografice și culturale, stereotipiile istoriografice.

## Opera
Este autor a numeroase volume cu caracter monografic și al unor studii care abordează teme din preistoria europeană și asiatică. A publicat peste 200 de studii de specialitate, articole și prezentări și a participat la organizarea a peste 25 de conferințe internaționale. 

## Cărți
- 1991 Studien zu den Metalldeponierungen während der Urnenfelderzeit im Rhein-Main-Gebiet (Bonn)

- 1993 Die Funde der Bronzezeit aus Frankreich (Berlin)

- 1994 Studien zu den Metalldeponierungen während der älteren Urnenfelderzeit zwischen Rhônetal und Karpatenbecken, vol. I-II (Bonn)

- 1994 Frühgriechische Bronzehelme (Mainz)

- 1997 Die Hortfunde von Saběnice in Nordwest-Böhmen (Most)

- 2001 Helme und Waffen in Alteuropa (Mainz)

- 2007 Bilder vom Menschen der Steinzeit. Untersuchungen zur anthropomorphen Plastik der Jungsteinzeit und Kupferzeit in Südosteuropa, vol. I-II (Mainz)

- 2010 Archäologische Funde aus Deutschland (Berlin)

Activitate editorială 
Membru în comitetele și colegiile de redacție ale unor periodice de prestigiu: „Dacia“ (București), „Studia Antiqua et Archaeologica“ (Iași) și „Revista arheologică“ (Chișinău). 

## Membru în societăți și organizații profesionale
- Membru de onoare al Institutului de Arheologie al Filialei din Iași a Academiei Române, 2016 
- Membru de onoare al Institutului de Arheologie „Vasile Pârvan“ din București, 2020 

## Premii
Premiul „JoachimTiburtius-Preis“, 1993 
Premiul „Eduard Anthes“, pentru lucrări științifice remarcabile, 1993 
Titluri și Distincții 
Doctor Honoris Causa 
- Universitatea de Stat din Suhumi, Tbilisi, 2014 
- Universitatea din București, 2022 

## Opera
Este autor a numeroase volume cu caracter monografic și al unor studii care abordează teme din preistoria europeană și asiatică. A publicat peste 200 de studii de specialitate, articole și prezentări și a participat la organizarea a peste 25 de conferințe internaționale.

## Cărți
- 1991 Studien zu den Metalldeponierungen während der Urnenfelderzeit im Rhein-Main-Gebiet (Bonn)

- 1993 Die Funde der Bronzezeit aus Frankreich (Berlin)

- 1994 Studien zu den Metalldeponierungen während der älteren Urnenfelderzeit zwischen Rhônetal und Karpatenbecken, vol. I-II (Bonn)

- 1994 Frühgriechische Bronzehelme (Mainz)

- 1997 Die Hortfunde von Saběnice in Nordwest-Böhmen (Most)

- 2001 Helme und Waffen in Alteuropa (Mainz)

- 2007 Bilder vom Menschen der Steinzeit. Untersuchungen zur anthropomorphen Plastik der Jungsteinzeit und Kupferzeit in Südosteuropa, vol. I-II (Mainz)

- 2010 Archäologische Funde aus Deutschland (Berlin)

Activitate editorială
Membru în comitetele și colegiile de redacție ale unor periodice de prestigiu: „Dacia“ (București), „Studia Antiqua et Archaeologica“ (Iași) și „Revista arheologică“ (Chișinău).